# Цагикян, Степан
Степан Цагикян (1886—после 1930) — участник операции «Немезис», убийца Джемал-паши.

## Биография
Родом из села Мохркут в Хоторджурском ущелье. Член АРФД. Армянин-католик, учился в католической школе в Трапезунде. С юных лет вступил в освободительное движение.
В период Первой мировой войны сражался на Кавказском фронте в составе Первого армянского добровольческого полка. В 1920 году участвовал в подавлении Майского восстания в Армении.
В рамках операции «Немезис» 25 июля 1922 года в Тифлисе Цагикян принял участие (вместе с А. Геворгяном и П. Тер-Погосяном) в покушении на одного из главных виновников Геноцида армян Джемал-пашу, который приехал в Москву в качестве представителя Афганистана, где он работал военным советником, для переговоров. Не дождавшись финансовой помощи от советского правительства, в интересах которого он обещал противодействовать англичанам в Афганистане, Джемал пытался через Тифлис проехать в Анкару для встречи с Мустафой Кемалем. Джемал-паша был убит.
В 1930-х Цагикян пытался наладить помощь репрессированным армянам, был арестован и умер в ссылке в СССР.